# Fraccionamiento Sierra Encantada
Fraccionamiento Sierra Encantada är en ort i Mexiko.   Den ligger i kommunen Huitzilac och delstaten Morelos, i den sydöstra delen av landet, 50 km söder om huvudstaden Mexico City. Fraccionamiento Sierra Encantada ligger 2 435 meter över havet och antalet invånare är 349.
Terrängen runt Fraccionamiento Sierra Encantada är varierad, och sluttar söderut. Runt Fraccionamiento Sierra Encantada är det mycket tätbefolkat, med 1 463 invånare per kvadratkilometer. Närmaste större samhälle är Cuernavaca, 10,0 km söder om Fraccionamiento Sierra Encantada. I omgivningarna runt Fraccionamiento Sierra Encantada växer huvudsakligen savannskog.